# 辽杨
辽杨（学名：Populus maximowiczii）为杨柳科杨属的植物。分布在俄罗斯东部、日本、朝鲜以及中国大陆的陕西、黑龙江、辽宁、河北、内蒙古、吉林等地，生长于海拔500米至2,000米的地区，目前尚未由人工引种栽培。

## 别名
臭梧桐（河北）